# NGC 4629
NGC 4629 је спирална галаксија у сазвежђу Девица која се налази на NGC листи објеката дубоког неба.
Деклинација објекта је - 1° 21' 3" а ректасцензија 12h 42m 32,7s. Привидна величина (магнитуда) објекта NGC 4629 износи 13,4 а фотографска магнитуда 14,0. NGC 4629 је још познат и под ознакама UGC 7869, MCG 0-32-37, CGCG 14-109, PGC 42692.